# Bomolocha brunnea
Bomolocha brunnea är en fjärilsart som beskrevs av Ludwig Osthelder 1927. Bomolocha brunnea ingår i släktet Bomolocha och familjen nattflyn. Inga underarter finns listade i Catalogue of Life.